# Zemianske Podhradie

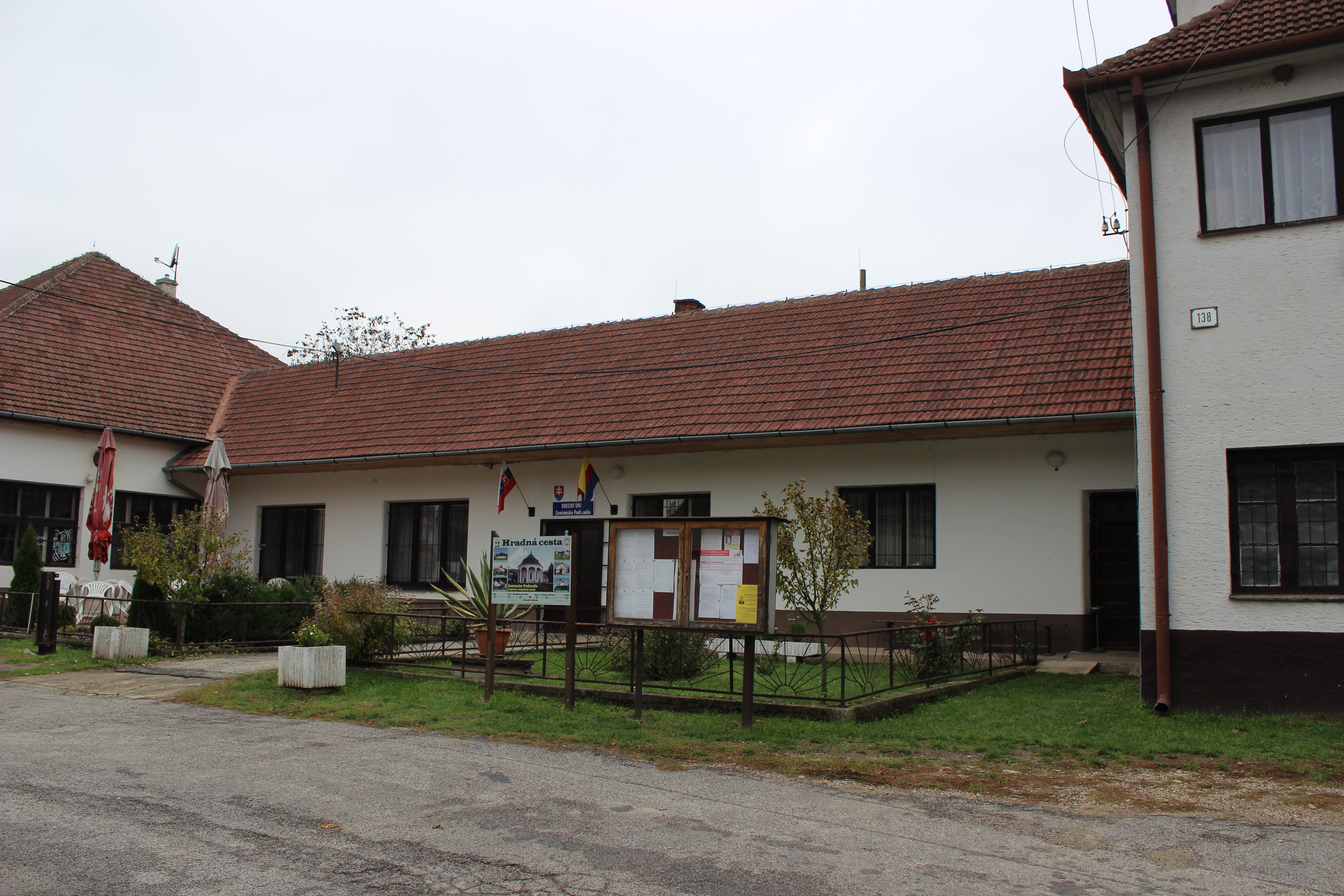
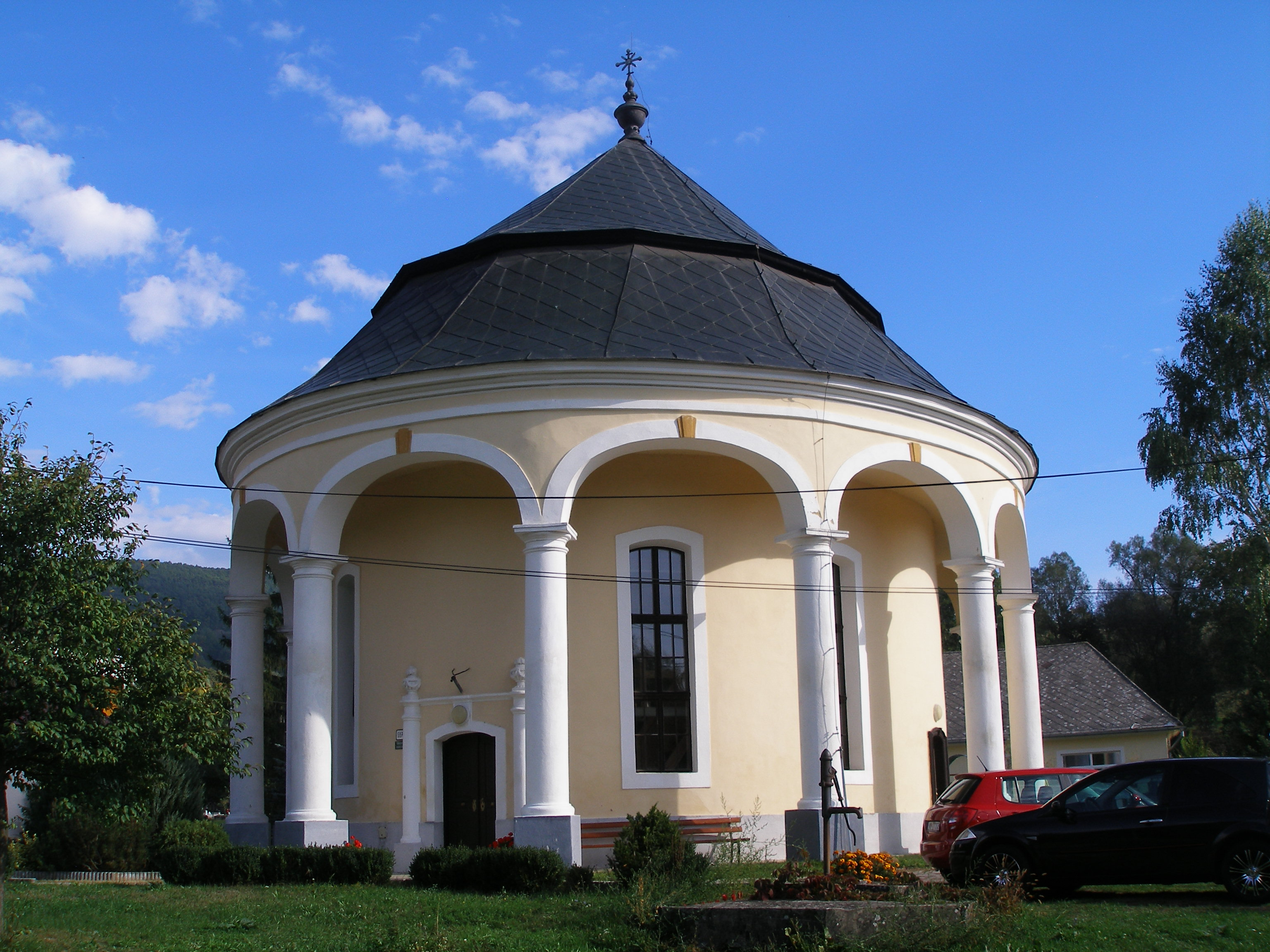
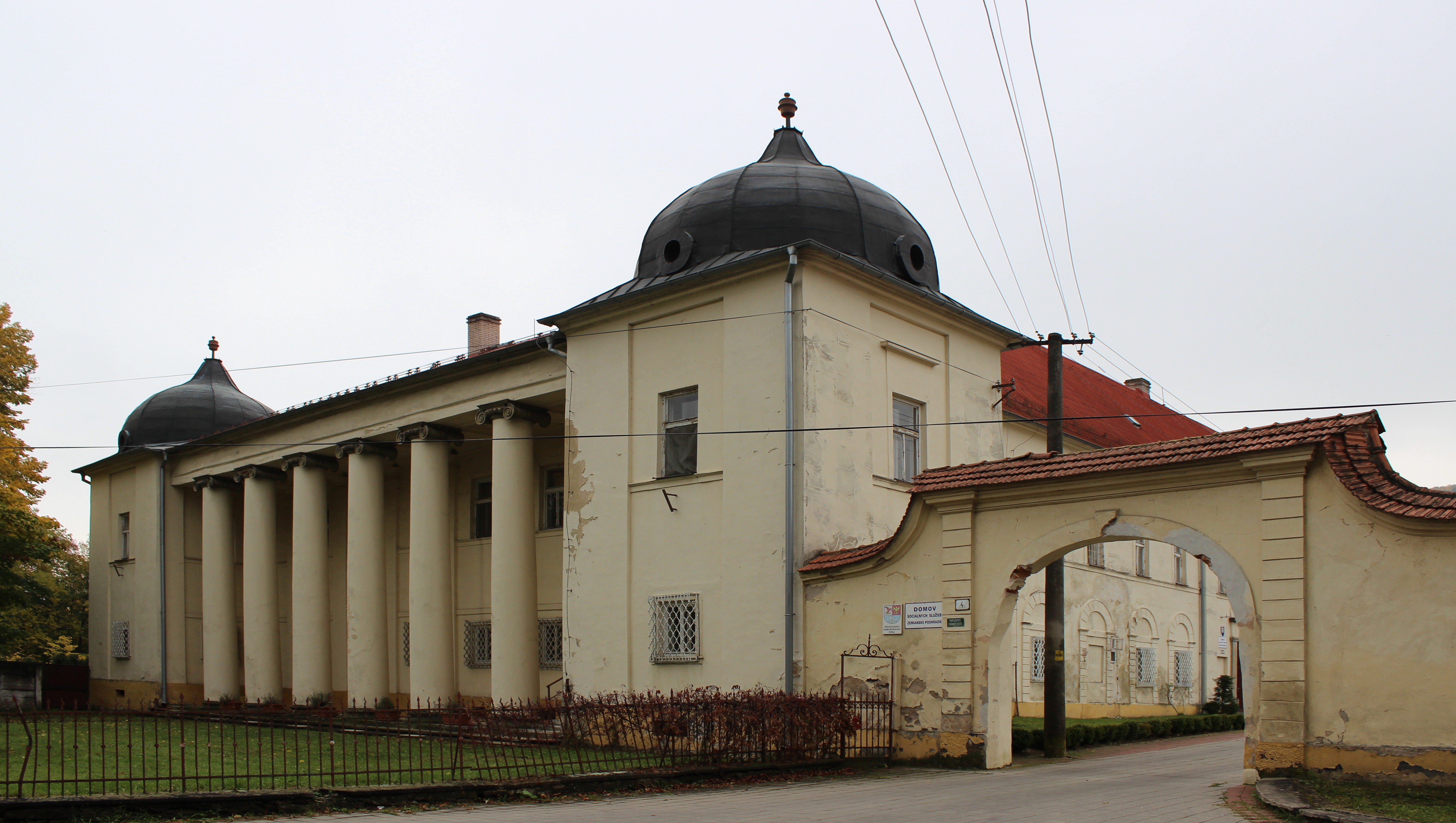

Zemianske Podhradie is een Slowaakse gemeente in de regio Trenčín, en maakt deel uit van het district Nové Mesto nad Váhom.
Zemianske Podhradie telt 751 inwoners.